# Okres Kreuzlingen
Okres Kreuzlingen je švýcarský okres v kantonu Thurgau. Skládá se ze 14 obcí a jeho správním centrem je město Kreuzlingen. Rozloha okresu činí 129 km² a v roce 2009 zde žilo 41 598 obyvatel.

## Obce okresu
- Altnau
- Bottighofen
- Ermatingen
- Gottlieben
- Güttingen
- Kemmental
- Kreuzlingen
- Langrickenbach
- Lengwil
- Münsterlingen
- Raperswilen
- Salenstein
- Tägerwilen
- Wäldi